# Pomnik Tarasa Szewczenki w Kijowie
Pomnik Tarasa Szewczenki w Kijowie (ukr. Пам'ятник Тарасові Шевченку в Києві) – pomnik poświęcony ukraińskiemu poecie, malarzowi i bohaterowi narodowemu Ukrainy Tarasowi Szewczence, umiejscowiony w Parku im. Tarasa Szewczenki w Kijowie, naprzeciwko jednego z budynków uniwersyteckich, tzw. Czerwonego Korpusu. Pomnik został odsłonięty 6 marca 1939 r., w 125. rocznicę narodzin artysty. Projektantem był Jewgienij Lewinson, a rzeźbiarzem Matwiej Manizer.  3 września 2009 r. pomnik został wpisany do rejestru zabytków Ukrainy.

## Historia

### Pierwsze próby wzniesienia pomnika
Wzniesienie pomnika Tarasa Szewczenki w Kijowie w 1939 roku poprzedziło pięć nieudanych prób w okresie Imperium Rosyjskiego i rewolucji ukraińskiej. Już w 1904 r. z inicjatywy sejmiku w Zołotonoszy w guberni połtawskiej powołano przy Kijowskiej Dumie Miejskiej komisję do rozpatrzenia sprawy wzniesienia pomnika autora Kobziarza w Kijowie. W tym samym roku rozpoczęto zbiórkę pieniędzy w guberni połtawskiej, a pod koniec 1906 r. za zgodą centralnych władz rosyjskich powołano „Komitet budowy pomnika Tarasa Szewczenki w Kijowie”, który później został zamienił się we Wspólny Komitet (ukr. Об'єднаний Комітет). W skład Komitetu weszło wiele znanych postaci i mecenasów kultury ukraińskiej, m.in. Mychajło Kociubynski, Mykoła Łysenko, Borys Hrinczenko, Ilja Riepin, Jewhen Czykałenko, Ołeksandr Tereszczenko. Fundusze na pomnik zbierano na całej Ukrainie, sprawa wzniesienia monumentu stała się kwestią ogólnonarodową.
Także Polacy angażowali się w zbiórkę, m.in. poetki Jadwiga Podhorska i Sława Pruszyńska, działające w specjalnym komitecie, wydającym zeszyt z poezją polską i ukraińską, z którego zysk miał być podzielony na sprowadzenie prochów Juliusza Słowackiego do kraju oraz właśnie na upamiętnienie bohatera narodowego Ukrainy.
Zgodnie z propozycją Komitetu na miejsce pomnika wybrano plac przed szkołą realną na Placu Michajłowskim (ukr. Миха́йлівська пло́ща), a datę odsłonięcia planowano na 50. rocznicę śmierci poety (1911) lub na 100. rocznicę jego urodzin (1914).
Wśród znanych osób, które z zadowoleniem przyjęły tę propozycję, był francuski slawista Paul-Jean Boyer, który również przyczynił się do budowy pomnika. Wreszcie w maju 1909 r. kijowska Duma Miejska pod wpływem wydarzeń rewolucyjnych 1905 r., wydała oficjalne pozwolenie na budowę.

### Konkursy
Zgodnie z decyzją Komitetu na 1 maja 1910 r. zaplanowano międzynarodowy konkurs na projekt pomnika Szewczenki. Zapytania o warunki konkursu szybko zaczęły napływać z całego świata, ale pod koniec maja 1910 r. jury pod przewodnictwem Leonida Pozena rozpatrzyło ponad 60 projektów, z których wszystkie zostały odrzucone z powodu nieodpowiedniego przedstawienia Tarasa Szewczenki.
Ponieważ wszystkie projekty zostały odrzucone, na posiedzeniu 31 maja Komisja zgodziła się z decyzją jury i postanowiła ogłosić drugi międzynarodowy konkurs w dniu 1 lutego 1911 r. Tym razem jury pod przewodnictwem Opanasa Słastiona rozpatrzyło 45 projektów i postanowiło nie przyznawać nikomu pierwszej nagrody. Drugą otrzymał Fiodor Baławienski, a trzecią student Słastiona - Michaił Gawriłkow. Ponadto postanowiono przyznać 5 nagród motywacyjnych w wysokości 100 rubli dla projektów takich artystów jak: Iwan Kawaleridze, Winogradowa, Iwan Selezniow, Iwan Raszewski i Jeziorański. W związku z tym, że druga tura nie przyniosła pożądanego rezultatu, Komisja zasugerowała Baławienskiemu przerobienie swojego projektu zgodnie z instrukcjami. Jednak projekt ten został później uznany za porażkę.
Na kolejną, trzecią turę konkursu wysłano 37 projektów, a jury pod przewodnictwem Andrija Łyzohuba bez porozumienia poparło ogłoszenie imiennego konkursu. Jeden z członków Komitetu, filantrop ukraiński Jewhen Czykałenko, skrytykował swoich kolegów za to, że nie postawiono warunku, by Szewczenko obowiązkowo został przedstawiony w stroju narodowym:

Ludzie nie chcą zrozumieć, że Szewczenko jako poeta narodowy powinien zwracać uwagę na przechodniów przede wszystkim strojem narodowym, kapeluszem i płaszczem, w których sam Szewczenko uwielbiał być fotografowany, i w których widywał swój lud

#### Sprzeciw władz
Śledzenie wydarzeń towarzyszących próbom wzniesienia pomnika Szewczenki w Kijowie, na przykład we wspomnieniach Jewhena Czykałenko, ukazuje nieustanny pośpiech, z jakim toczyły się prace Wspólnego Komitetu. Większość jego członków przypisywała ten pośpiech obawom, że wzniesienie pomnika może zostać zakazane. Mimo uzyskania oficjalnego pozwolenia na budowę pomnika, władze urzędowe sprzeciwiały się Komitetowi wszelkimi możliwymi sposobami od pierwszych dni jego istnienia.
W szczególności podczas pierwszego konkursu Anatolij Sawenko, przewodniczący Kijowskiego Klubu Rosyjskich Nacjonalistów, opublikował w gazecie Kijowianin donos na Ukraińców, twierdząc, że „prowadzą demonstrację polityczną pod płaszczykiem pomnika Szewczenki”.
Następnie, na początku drugiego konkursu, opiekun kijowskiego okręgu oświatowego skierował list do ówczesnego gubernatora-generała kijowskiego Dmitrija Trepowa, w którym wyraził wątpliwości co do możliwości zbudowania pomnika ukraińskiego poety w pobliżu „rosyjskiej szkoły rządowej”. Zamiast tego urzędnik wyraził chęć postawienia w tym miejscu pomnika „jednej z historycznych postaci Rosji”. Pomysł szybko podchwyciły prorosyjskie organizacje pozarządowe, a Rosyjski Klub Nacjonalistów wprost zaproponował postawienie pomnika księżnej Olgi. Kijowska Duma Miejska wkrótce wydała zgodę, ogłaszając, że na placu stanie pomnik księżnej. W związku z tym postanowiono wygospodarować miejsce na pomnik Tarasa Szewczenki na Placu Karawajewskim (obecnie Plac Lwa Tołstoja).
Takie działania Rady wywołały falę nieporozumień i oburzenia wśród ukraińskiej społeczności miasta, ponieważ po pierwsze Plac Karawajewski był wówczas nieporządnym i zagraconym zakątkiem śródmieścia, a po drugie był położony w ówczesnej dzielnicy żydowskiej. Jednak odpowiedź władz miasta była zwięzła: według słów ówczesnego burmistrza Kijowa Ippolita Djakowa „Kawaler (Taras Szewczenko) musiał ustąpić miejsca Damie (księżna Olga)”.

#### Ustalanie lokalizacji
W odpowiedzi Wspólny Komitet odrzucił nową propozycję Dumy jako nie do przyjęcia. Wśród członków Komitetu toczyły się gorące dyskusje na temat możliwej lokalizacji pomnika. Spory trwały na łamach czasopism, kongresów i wieczorów twórczych. Jednocześnie wszyscy chwalili swoje miejsce, nie chcąc słuchać argumentów innych. Rozważano następujące opcje lokalizacji: Plac Złotej Bramy, plac przed gmachem Opery, róg ulic Puszkina i Bibikowa (obecnie bulwar Tarasa Szewczenki), Plac Besarabski, teren przed obecnym Narodowym Muzeum Sztuki. Ostatecznie Komitet zatwierdził dwie opcje – główną (w Alei Pietrowskiej, za tzw. Diabelskim Mostem, obecnie: Most Parkowy) i rezerwową (na Górce Włodzimierskiej, naprzeciwko kościoła św. Aleksandra).
Miejsce na Alei Petriwskiej wybrano ze względu na bliskość brzegów Dniepru, co nawiązywało do twórczości poety. Jednak dyskusje co do tej lokalizacji nie trwały długo, gdyż tereny te były podatne na osuwiska i dostosowanie podłoża podniosłoby koszty budowy. Pomimo przeznaczenia 150 rubli na badanie gruntu w okolicy i oszacowanie fundamentów, komisja ostatecznie zdecydowała się uznać to miejsce za nieodpowiednie. Zamiast tego, po kolejnym sporze, stosunkiem dziesięciu głosów do dwóch zdecydowano się zgodzić na propozycję Dumy Miejskiej i uznać Plac Karawajewski jako docelowe miejsce pomnika.

#### Czwarty konkurs
20 maja 1913 roku ogłoszono czwartą rundę konkursu. Komitet postanowił zlecić wykonanie projektu rzeźbiarzom Leonidowi Sherwoodowi, Siergiejowi Wołnuchinowi, Nikołajowi Andriejewowi, Michajle Gawrilkowowi, Antonio Sciortino oferując każdemu wynagrodzenie 1000 rubli, pod warunkiem, że projekty zostaną przesłane do rady miejskiej 1 lutego 1914 roku. Po rozpatrzeniu projektów tych rzeźbiarzy, jury pod przewodnictwem Andrieja Łysoguba postanowiło po pewnych zmianach zatwierdzić projekt rosyjskiego rzeźbiarza Leonida Sherwooda. Jego projekt był minimalistyczny, a postać bohatera umieścił na  wzgórzu, tzw. mohyle, u której podnóża widoczne były postaci występujące w twórczości Szewczenki.
Podczas wielokrotnie wznawianych obrad Komitet nie zatwierdził jednak decyzji i ogłosił zwycięzcą włoskiego mistrza Antonio Sciortino. Projekt został ostro skrytykowany. Dyrektor Muzeum Miejskiego Mykoła Biliasziwski oraz architekt i artysta Wasyl Kryczewski napisali w liście do przewodniczącego Wspólnego Komitetu:
„Ponieważ decyzja Komitetu z dnia 3 lutego 1914 r. o postawieniu pomnika projektu pana Sciortino, który naszym zdaniem nie ma waloru artystycznego, jest zniewagą i obrazą pamięci poety-artysty, nie chcemy brać udziału w takim haniebnym wydarzeniu i prosimy, abyście nie uważali nas już za członków Komitetu”.

Projekt Włocha nie został zatwierdzony przez Akademię Sztuk Pięknych w Petersburgu. Rzeźbiarzowi zlecono jednak wykonanie wszystkich detali pomnika z ciemnego brązu, a cokół - z szarego granitu apenińskiego. W ciągu półtora roku pomnik miał być ukończony w Rzymie i przeniesiony do Kijowa. Wybuchła jednak wojna, Ukraińcy ponownie zaczęli odczuwać represje, Wspólny Komitet przestał istnieć, a budowa pomnika nie mogła już być dyskutowana. 

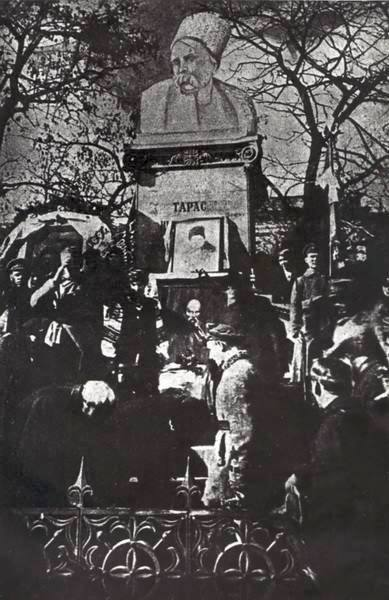
Popiersie Tarasa Szewczenki, ustawione przez bolszewików w 1919 r.

W 1914 r. po zamachu na Stołypina, władze zakazały obchodów rocznicy urodzin Tarasa Szewczenki oraz wstrzymały zgodę na budowę pomnika, powołując się na antycerkiewne i antypaństwowe brzmienie utworów poety. Pieniądze zebrane na wzniesienie pomnika zostały skonfiskowane i wydane na inne cele.

### Okres rewolucji 1917–1921
Podczas rewolucji ukraińskiej 1917–1921 władzom ukraińskim nie udało się wznieść w Kijowie pomnika Tarasa Szewczenki. Figurę poety wznieśli natomiast bolszewicy w 1919 r., wkrótce po tym, gdy Armia Czerwona wkroczyła po raz drugi do Kijowa. Kijowski pomnik Szewczenki z 1919 r. został wykonany przez rzeźbiarza Bernarda Kratko ze sklejki. Popiersie ustawiono na  placu Michajłowskim, na miejscu obalonego i zniszczonego pomnika księżnej Olgi. W ten sposób bolszewicy „zemścili się” na księżnej za „zajęcie” miejsca poety. Natomiast figury boczne – Andrzeja Apostoła oraz Cyryla i Metodego – ukryto pod drewnianymi sześcianami. Nowy pomnik nie przetrwał długo – został zburzony przez rosyjską białą Armię Ochotniczą Denikina (wtedy zostałby zniszczony jeszcze w tym samym roku) lub oddziały polskie.

### Okres Związku Radzieckiego

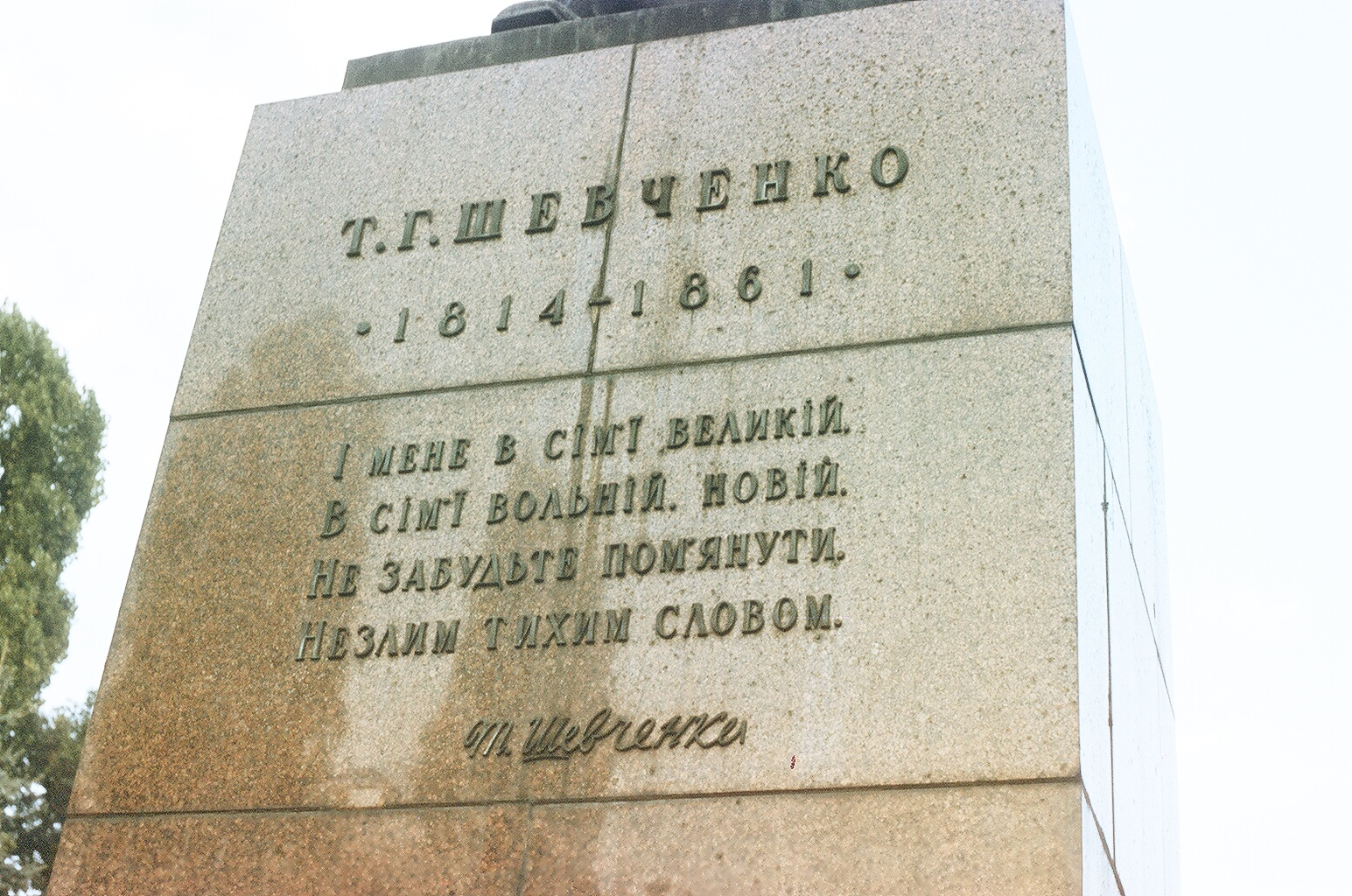
Napis na cokole obecnego pomnika

Pomnik Tarasa Szewczenki w Kijowie został ostatecznie wzniesiony w czasach radzieckich. Pomnik odsłonięto 6 marca 1939 r. w parku naprzeciwko Uniwersytetu Kijowskiego, w miejscu dawnego pomnika Mikołaja I. Odsłonięcie zaplanowano na 125. rocznicę urodzin poety. Z tej samej okazji uczelni nadano jego imię. Brązowa figura poety, o wysokości 6,45 m, została wymodelowana przez rzeźbiarza Matwieja Manizera w Leningradzkiej Odlewni Artystycznej i umieszczona na postumencie z czerwonego granitu o wysokości 7,3 m., zaprojektowanym przez architekta Jewgienija Lewinsona.
Na cokole znajduje się napis w języku ukraińskim: „T.G. Szewczenko 1814–1861”, a inskrypcję pod nim stanowią słowa poety z „Testamentu”:

A wówczas mnie w tej rodzinie

Wielkiej, wolnej, nowej,

Chciejcie wspomnieć choć cichemi,

Lecz dobremi słowy

## Współczesność

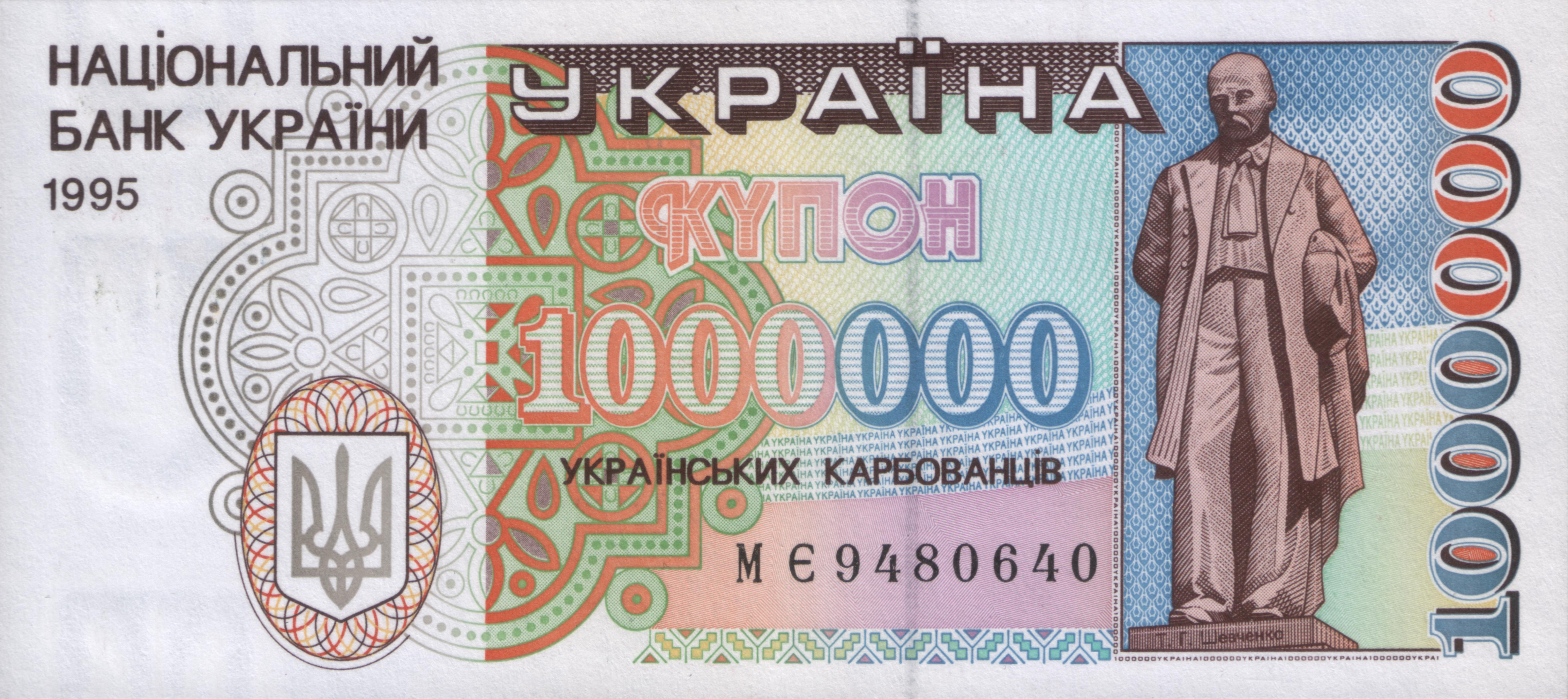
Karbowaniec ilustrowany widokiem pomnika Tarasa Szewczenki w Kijowie, wyemitowany 12 maja 1995 r.

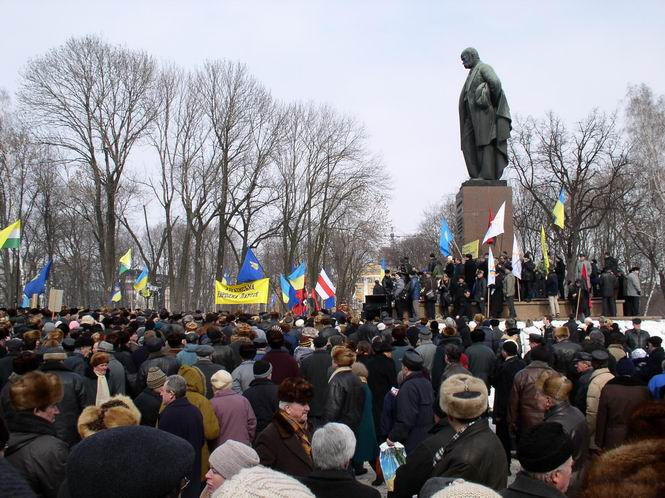
Demonstracja ,,Powstań, Ukraino" zorganizowana pod pomnikiem Tarasa Szewczenki w Kijowie, marzec 2003 r.

W okresie niepodległości Ukrainy, od 1991 roku, pod pomnikiem Szewczenki tradycyjnie składają kwiaty pierwsze osoby państwa w rocznicę śmierci poety oraz z okazji oficjalnych świąt ukraińskich, a także zagraniczni dygnitarze podczas wizyt w Ukrainie. Ponadto w latach 1995–1996 wizerunek pomnika umieszczono na awersie ukraińskiego banknotu o wartości miliona rubli.
W 2001 roku pomnik znalazł się w centrum wydarzeń między opozycyjnymi siłami politycznymi a rządzącym reżimem prezydenta Leonida Kuczmy podczas masowych protestów przeciwko kampanii Ukraina Bez Kuczmy. 1 marca 2001 r. policja dokonała nalotu na opozycyjny obóz namiotowy na Chreszczatyku. Rozwścieczona tym faktem opozycja ogłosiła „ofensywę przeciwko rządowi” i wezwała ludność do powstrzymania Leonida Kuczmy przed złożeniem kwiatów pod pomnikiem Tarasa Szewczenki 9 marca 2001 r.
Już 5 marca 2001 r. za namową przywódców Ukrainy bez Kuczmy studenci kilku uniwersytetów rozbili wokół pomnika obóz namiotowy w Parku Szewczenki. Miasteczko namiotowe przetrwało tylko dwa dni i 7 marca o 7:00 rano zostały rozebrane przez kijowskie służby miejskie bez wyroku sądu. Wydarzenie to doprowadziło do jeszcze większego napięcia między władzą a opozycją, a konflikt zaczął gwałtownie eskalować, czego kulminacją były wydarzenia z 9 marca 2001 r.
W latach 2002–2003 pomnik Tarasa Szewczenki wielokrotnie stawał się epicentrum protestów opozycyjnych sił politycznych w trakcie kampanii „Powstań Ukraino!”.
Pomnik Tarasa Szewczenki jest główną dominantą Parku Szewczenki i jednym z symboli współczesnego Kijowa. Do czasu inwazji Rosji na Ukrainę w lutym 2022, w pobliżu pomnika często odbywały się zgromadzenia obywateli, wiece różnych sił politycznych i ruchów społecznych. W pobliżu pomnika tradycyjnie odbywało się wiele imprez kulturalnych. Co roku u stóp pomnika celebrowano wręczenie Nagrody Szewczenki.
W ramach akcji zabezpieczenia zabytków Kijowa przed zniszczeniami wojennymi spodziewanymi ze strony Rosji, w marcu 2022 r. pomnik Tarasa Szewczenki w Kijowie, tak jak i inne pomniki poświęcone mu w innych miastach oraz pozostałe zabytki, został obudowany specjalną konstrukcją.

## Galeria

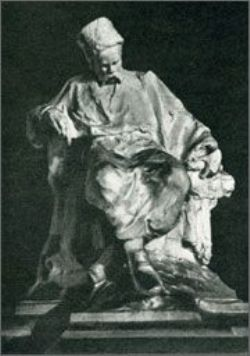
Projekt pomnika przygotowany przed I wojną światową dla Kijowa przez włoskiego rzeźbiarza Antonio Sciortino
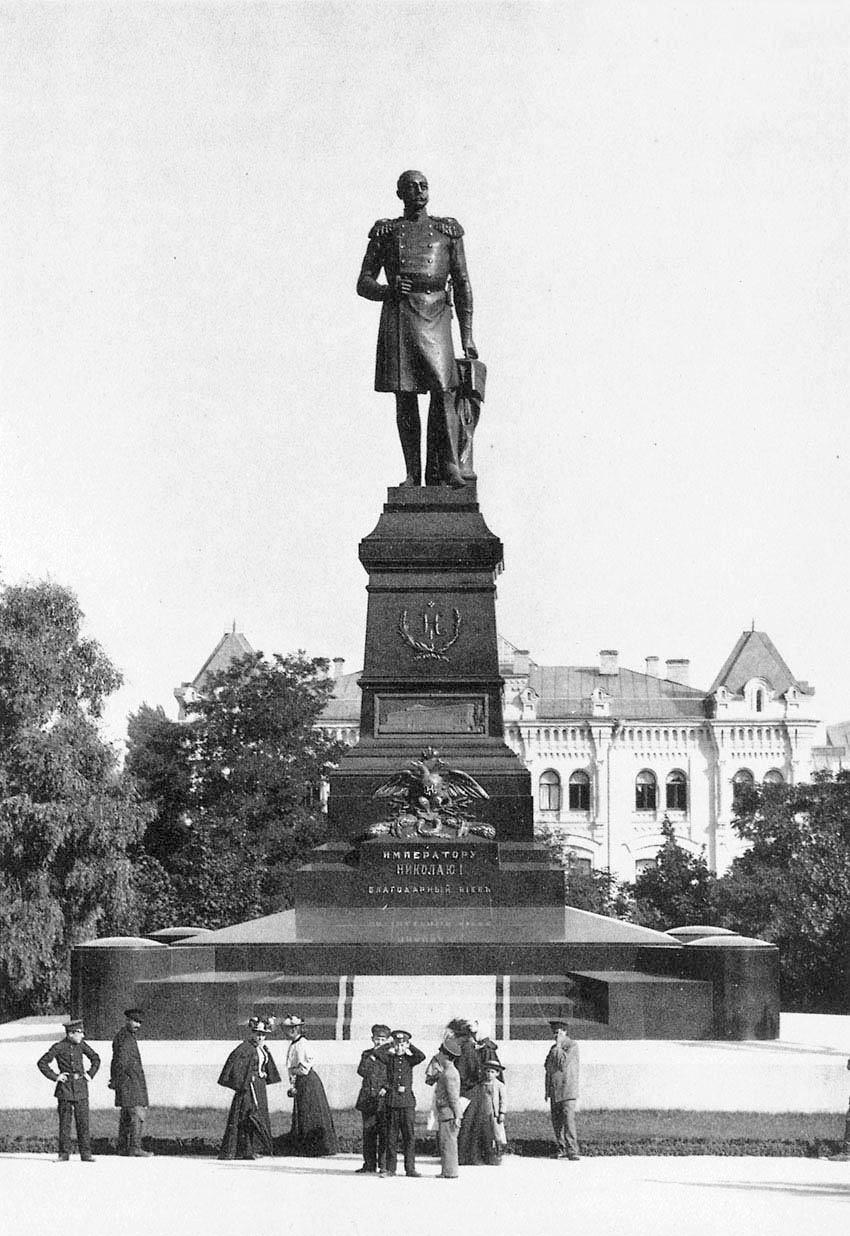
Pomnik cara Mikołaja I w Kijowie – na jego miejscu w 1939 r. stanął współczesny pomnik Tarasa Szewczenki
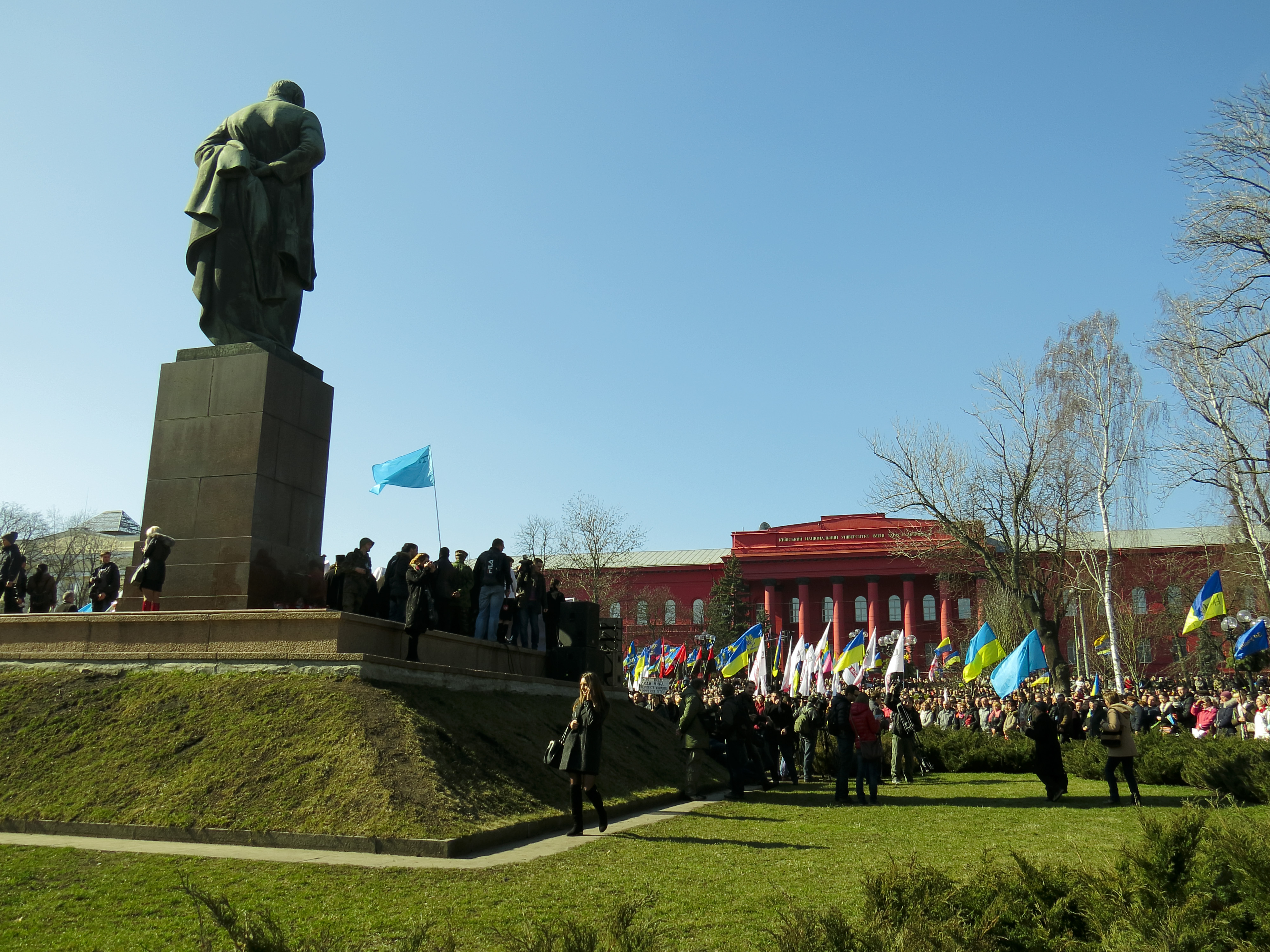
Obchody dwusetnej rocznicy urodzin Tarasa Szewczenki, 2014 r.
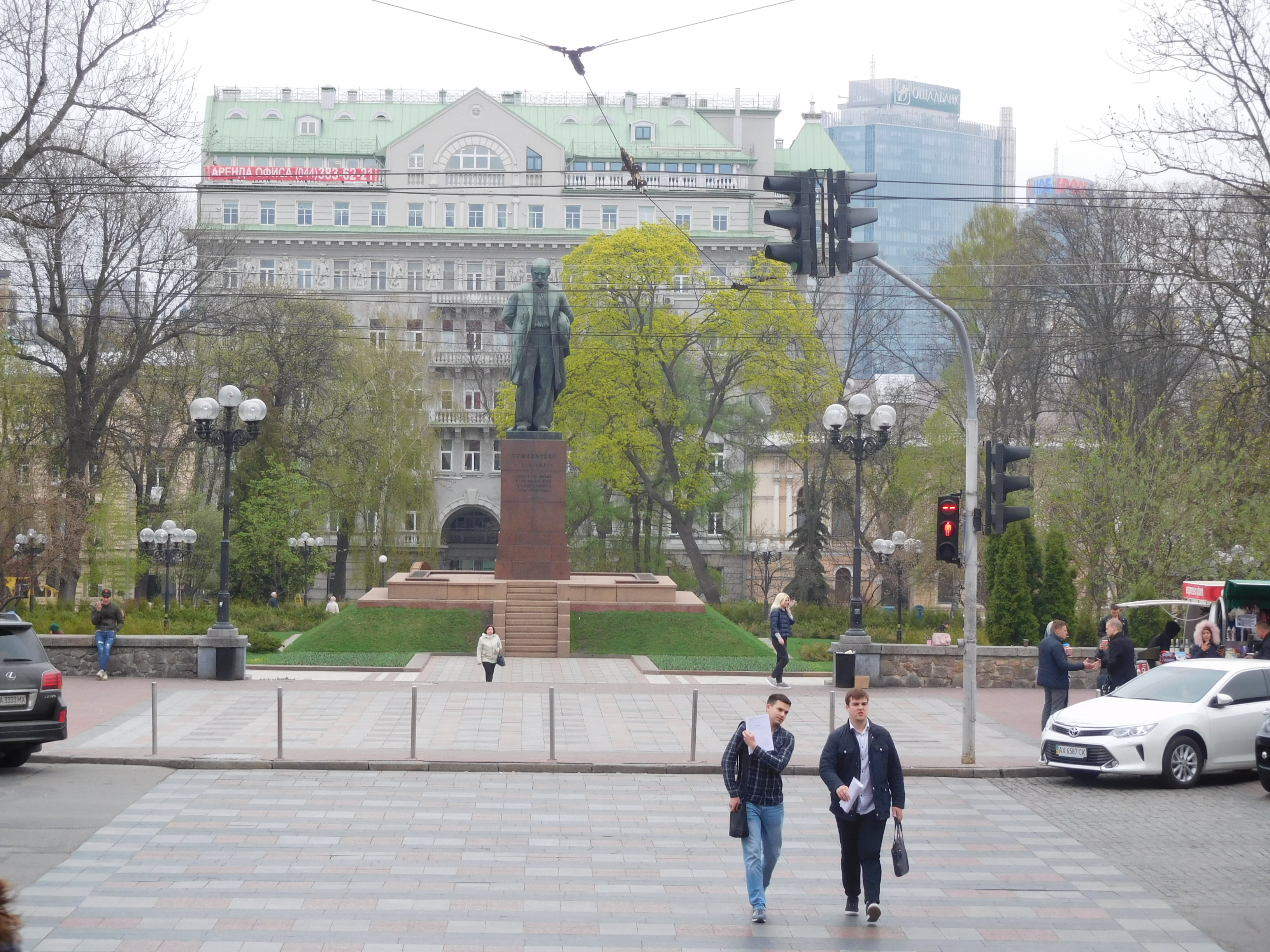
Widok pomnika, 2017 r.
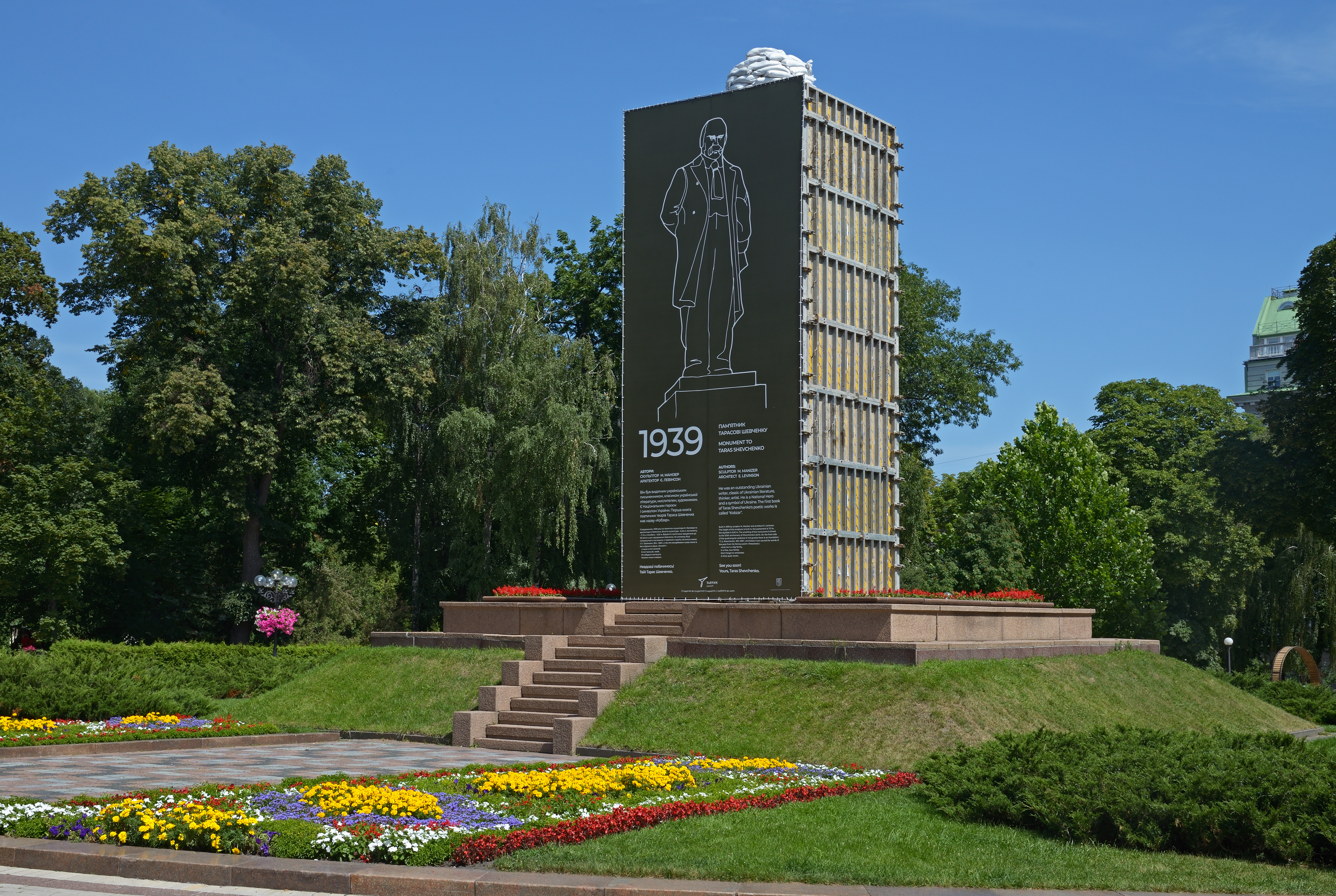
Pomnik Tarasa Szewczenki, osłonięty przed rosyjskim ostrzałem. Kijów, lipiec 2022